# 東京都立上水高等学校
東京都立上水高等学校（とうきょうとりつじょうすいこうとうがっこう）は、東京都武蔵村山市大南四丁目にある公立の高等学校。男女共学。私立拓殖大学第一高等学校と隣接している。1999年に武蔵村山地区単位制高等学校基本計画検討委員会が設置され、全日制普通科高校だった東京都立武蔵村山東高等学校と東京都立砂川高等学校とが統合し、校舎は東京都立武蔵村山東高等学校校舎を流用する方針が決まる。東京都立武蔵村山東高等学校は2004年3月をもって閉校となり、2004年に新設校として開校。
新設校として名付けられた校名は、学校の位置から南に向かって武蔵村山市と立川市の境界を越えた傍に玉川上水が流れていることにちなんで考案された。

## 沿革
- 1999年 - 武蔵村山地区単位制高校基本計画検討委員会が設置される。
- 2000年 - 武蔵村山地区単位制高校基本計画検討委員会報告書が発行される。
- 2003年 - 東京都立武蔵村山地区単位制高等学校（仮称）開設準備室が東京都立武蔵村山東高等学校内に設置される。
- 2004年 - 開校。第1回入学式が挙行される。

## 設置課程
- 全日制（単位制）

## 交通アクセス
- 西武拝島線・多摩都市モノレール線玉川上水駅 徒歩10分

## 行事
- 文化祭（上水祭）
- 合唱祭
- 体育祭

## 部活動

### 体育系
部活動
- 男子･女子バスケット部
- 男子･女子バレー部
- バドミントン部
- 剣道部
- ダンス部
- 男子･サッカー部
- 硬式野球部
- 男子･女子硬式テニス部
- 陸上部
- 卓球部

### 文化系
部活動
- 文芸
- 美術
- 吹奏楽
- 放送
- 茶道
- 家庭科
- 軽音楽
- 写真